# Premio Locus per il miglior romanzo di fantascienza
Il Premio Locus per il miglior romanzo di fantascienza è un premio letterario conferito con cadenza annuale della rivista mensile statunitense Locus, facente parte dei Premi Locus, consegnato dal 2006  al Experience Music Project and Science Fiction Museum and Hall of Fame di Seattle.
Il premio viene conferito con cadenza annuale dal 1978. Nel 1979 non è stato assegnato. La classifica avviene tramite votazione dei lettori per opere pubblicate l'anno precedente, tale modalità di attribuzione differenzia il premio da molti altri che, invece, vengono assegnati in base alle votazioni di una giuria di esperti del settore. Pur non avendo collegamenti con esso il premio Locus è stato sin dalla sua prima edizione pensato per dare indicazioni alla giuria del premio Hugo circa le opere maggiormente meritorie da premiare.
Il primo a ricevere il premio è stato Frederik Pohl, per la sua opera La porta dell'infinito,  pubblicata nel 1977.
Nel corso dei 40 anni di edizione, 25 persone si sono aggiudicate il premio, tra queste figurano i pluripremiati Neal Stephenson con 5 premi in 4 edizioni, grazie alla duplice premiazione del 2005, seguito da Dan Simmons e Connie Willis con 4 premiazioni, seguito da Kim Stanley Robinson e David Brin, con 3 premiazioni.

## Regolamento
Aggiornato al 1 febbraio 2019
Ogni anno, sul sito ufficiale Locus e sulla rivista, in un'apposita sezione denominata Locus Poll and Survey viene pubblicato il regolamento seguito dall'apposita scheda per il voto, online o cartaceo, del concorso per i premi Locus. Il regolamento è inerente ai vincoli di voto per le opere apparse l'anno precedente.
Al 49 ° concorso dei premi Locus (2019) sono presenti 16 differenti categorie. In ogni categoria possono essere votate fino a cinque opere o candidati, classificandoli da 1 (primo posto) fino a 5 (quinto posto).
Le opzioni di voto sono basate su un'apposita lista di letture raccomandate, facilitando enormemente il conteggio dei risultati, nonostante la lista, l'elettore può utilizzare delle apposite caselle di scrittura per votare altri titoli e candidati non elencati, in qualsiasi categoria.
Non è possibile votare più di un'opera in una categoria con lo stesso rango (ad esempio, due selezioni classificate al 1 ° posto), se lo scrutinio evidenziasse delle anomalie oppure un doppio rango, i voti verranno ignorati in quella categoria. Non è possibile votare per la stessa opera più di una volta, eccetto il premio Locus per il miglior romanzo, che potrebbe anche essere indicato anche come premio Locus per la miglior opera prima.
A differenza dei premi Hugo e Nebula i premi Locus hanno requisiti di eleggibilità in qualche modo diversi, sono aperti a pubblicazioni o opere che sono apparse per la prima volta, in qualsiasi parte del mondo, durante l'anno solare, con un margine di preavviso per i piccoli editori o le pubblicazioni in ritardo.
L'elettore ha la possibilità di lasciare alcune categorie vuote o di compilarle parzialmente, nonché quella di compilare l'intero sondaggio.
La scadenza per i voti è sancita per il 15 aprile.
Tutti i voti, sia degli abbonati che dei non abbonati, sono da considerarsi validi a condizione che vengano inclusi il nome, l'e-mail e le informazioni del sondaggio e non violino le regole di voto.

## Dal 1978 al 1989
| Vincitori del Premio Locus miglior romanzo fantascientifico |

| Anno | Fotografia vincitori             | Vincitori e nominati                    | Romanzo                    | Note     |
| ---- | -------------------------------- | --------------------------------------- | -------------------------- | -------- |
| 1978 |                                  | Frederik Pohl                           | La porta dell'infinito     | [ N 1 ]  |
| 1978 | Gregory Benford                  | Nell'oceano della notte                 |                            | [ N 1 ]  |
| 1978 | John Varley                      | Linea calda Ophiucus                    |                            | [ N 1 ]  |
| 1978 | Gordon R. Dickson                | Le nebbie del tempo                     |                            | [ N 1 ]  |
| 1978 | Algis Budrys                     | Progetto Terra                          |                            | [ N 1 ]  |
| 1978 |                                  |                                         |                            | [ N 1 ]  |
| 1978 | Dal 6 al 10 posto                |                                         |                            | [ N 1 ]  |
| 1978 | Philip K. Dick                   | Un oscuro scrutare                      |                            | [ N 1 ]  |
| 1978 | Frank Herbert                    | Esperimento Dosadi                      |                            | [ N 1 ]  |
| 1978 | Larry Niven / Jerry Pournelle    | Lucifer's Hammer                        |                            | [ N 1 ]  |
| 1978 | Anne McCaffrey                   | Dragonsinger                            |                            | [ N 1 ]  |
| 1978 | George R. R. Martin              | La luce morente                         |                            | [ N 1 ]  |
| 1978 |                                  |                                         |                            | [ N 1 ]  |
| 1978 | Dall'11 al 15 posto              |                                         |                            | [ N 1 ]  |
| 1978 | Marion Zimmer Bradley            | La torre proibita                       |                            | [ N 1 ]  |
| 1978 | C. J. Cherryh                    | I signori delle stelle                  |                            | [ N 1 ]  |
| 1978 | Poul Anderson                    | Mirkheim                                |                            | [ N 1 ]  |
| 1978 | Philip José Farmer               | Il grande disegno                       |                            | [ N 1 ]  |
| 1978 | Clifford D. Simak                | Eredità di stelle                       |                            | [ N 1 ]  |
| 1978 |                                  |                                         |                            | [ N 1 ]  |
| 1978 | Dal 16 al 20 posto               |                                         |                            | [ N 1 ]  |
| 1978 | Terry Carr                       | Cirque                                  |                            | [ N 1 ]  |
| 1978 | David Gerrold                    | Moonstar Odyssey                        |                            | [ N 1 ]  |
| 1978 | Jack L. Chalker                  | Il pozzo delle anime                    |                            | [ N 1 ]  |
| 1978 | James P. Hogan                   | Lo scheletro impossibile                |                            | [ N 1 ]  |
| 1978 | Joe Haldeman                     | Al servizio del TB II                   |                            | [ N 1 ]  |
| 1978 |                                  |                                         |                            | [ N 1 ]  |
| 1978 | Dal 21 al 23 posto               |                                         |                            | [ N 1 ]  |
| 1978 | Ian Watson                       | Gli Dei Invisibili Di Marte             |                            | [ N 1 ]  |
| 1978 | Michael Bishop                   | A Little Knowledge                      |                            | [ N 1 ]  |
| 1978 | Gregory Benford / Gordon Eklund  | Se le stelle fossero dèi                |                            | [ N 1 ]  |
| 1980 |                                  | John Varley                             | Titano                     | [ N 2 ]  |
| 1980 | Frederik Pohl                    | Il pianeta Jem                          |                            | [ N 2 ]  |
| 1980 | Arthur C. Clarke                 | Le fontane del Paradiso                 |                            | [ N 2 ]  |
| 1980 | Spider Robinson, Jeanne Robinson | La danza delle stelle                   |                            | [ N 2 ]  |
| 1980 | Thomas M. Disch                  | Le ali della mente                      |                            | [ N 2 ]  |
| 1981 |                                  | Joan D. Vinge                           | La regina delle nevi       | [ N 3 ]  |
| 1981 | Frederik Pohl                    | Oltre l'orizzonte azzurro               |                            | [ N 3 ]  |
| 1981 | Larry Niven                      | Il segreto dei costruttori di Ringworld |                            | [ N 3 ]  |
| 1981 | John Varley                      | Nel segno di Titano                     |                            | [ N 3 ]  |
| 1981 | Gregory Benford                  | Timescape                               |                            | [ N 3 ]  |
| 1982 |                                  | Julian May                              | La terra dai molti colori  | [ N 4 ]  |
| 1982 | George R. R. Martin, Lisa Tuttle | Il pianeta dei venti                    |                            | [ N 4 ]  |
| 1982 | C. J. Cherryh                    | La lega dei mondi ribelli               |                            | [ N 4 ]  |
| 1982 | Larry Niven, Steven Barnes       | Parco dei sogni                         |                            | [ N 4 ]  |
| 1982 | Clifford D. Simak                | Il Papa definitivo                      |                            | [ N 4 ]  |
| 1983 |                                  | Isaac Asimov                            | L'orlo della Fondazione    | [ N 5 ]  |
| 1983 | Arthur C. Clarke                 | 2010: Odissea due                       |                            | [ N 5 ]  |
| 1983 | Robert A. Heinlein               | Operazione domani                       |                            | [ N 5 ]  |
| 1983 | C. J. Cherryh                    | L'orgoglio di Chanur                    |                            | [ N 5 ]  |
| 1983 | Donald Kingsbury                 | Courtship Rite                          |                            | [ N 5 ]  |
| 1984 |                                  | David Brin                              | Le maree di Kithrup        | [ N 6 ]  |
| 1984 | Isaac Asimov                     | I robot dell'alba                       |                            | [ N 6 ]  |
| 1984 | John Varley                      | Millennium                              |                            | [ N 6 ]  |
| 1984 | Brian Aldiss                     | L'estate di Helliconia                  |                            | [ N 6 ]  |
| 1984 | Norman Spinrad                   | Astronavi nell'abisso                   |                            | [ N 6 ]  |
| 1985 |                                  | Larry Niven                             | Il popolo dell'anello      | [ N 7 ]  |
| 1985 | John Varley                      | Demon                                   |                            | [ N 7 ]  |
| 1985 | Frederik Pohl                    | Appuntamento con gli Heechee            |                            | [ N 7 ]  |
| 1985 | Samuel R. Delany                 | Stars in My Pocket Like Grains of Sand  |                            | [ N 7 ]  |
| 1985 | C. J. Cherryh                    | Chanur Venture                          |                            | [ N 7 ]  |
| 1986 |                                  | David Brin                              | Il simbolo della rinascita | [ N 8 ]  |
| 1986 | Orson Scott Card                 | Il gioco di Ender                       |                            | [ N 8 ]  |
| 1986 | Larry Niven, Jerry Pournelle     | Il giorno dell'invasione                |                            | [ N 8 ]  |
| 1986 | Isaac Asimov                     | I robot e l'Impero                      |                            | [ N 8 ]  |
| 1986 | Brian Aldiss                     | L'inverno di Helliconia                 |                            | [ N 8 ]  |
| 1987 |                                  | Orson Scott Card                        | Il riscatto di Ender       | [ N 9 ]  |
| 1987 | Gregory Benford, David Brin      | Nel cuore della cometa                  |                            | [ N 9 ]  |
| 1987 | William Gibson                   | Giù nel ciberspazio                     |                            | [ N 9 ]  |
| 1987 | Margaret Atwood                  | Il racconto dell'ancella                |                            | [ N 9 ]  |
| 1987 | Isaac Asimov                     | Fondazione e Terra                      |                            | [ N 9 ]  |
| 1988 |                                  | David Brin                              | I signori di Garth         | [ N 10 ] |
| 1988 | George Alec Effinger             | Senza Tregua                            |                            | [ N 10 ] |
| 1988 | Gene Wolfe                       | Urth del Nuovo Sole                     |                            | [ N 10 ] |
| 1988 | Greg Bear                        | L'ultimatum                             |                            | [ N 10 ] |
| 1988 | Lucius Shepard                   | Settore Giada                           |                            | [ N 10 ] |
| 1989 |                                  | C. J. Cherryh                           | Cyteen                     | [ N 11 ] |
| 1989 | William Gibson                   | Monna Lisa Cyberpunk                    |                            | [ N 11 ] |
| 1989 | Bruce Sterling                   | Isole nella Rete                        |                            | [ N 11 ] |
| 1989 | Isaac Asimov                     | Preludio alla Fondazione                |                            | [ N 11 ] |
| 1989 | Kim Stanley Robinson             | Costa delle palme                       |                            | [ N 11 ] |

## Dal 1990 al 1999
| Anno | Fotografia vincitori           | Vincitori e nominati                                                        | Romanzo                   | Note     |
| ---- | ------------------------------ | --------------------------------------------------------------------------- | ------------------------- | -------- |
| 1990 |                                | Dan Simmons                                                                 | Hyperion                  | [ N 12 ] |
| 1990 | C. J. Cherryh                  | Rimrunners                                                                  |                           | [ N 12 ] |
| 1990 | Sheri S. Tepper                | Pianeta di caccia                                                           |                           | [ N 12 ] |
| 1990 | Gregory Benford                | Maree di luce                                                               |                           | [ N 12 ] |
| 1990 | George Alec Effinger           | Programma Fenice                                                            |                           | [ N 12 ] |
| 1991 |                                | Dan Simmons                                                                 | La caduta di Hyperion     | [ N 13 ] |
| 1991 | David Brin                     | Terra                                                                       |                           | [ N 13 ] |
| 1991 | Greg Bear                      | La regina degli angeli                                                      |                           | [ N 13 ] |
| 1991 | Lois McMaster Bujold           | Il gioco dei Vor                                                            |                           | [ N 13 ] |
| 1991 | Robert A. Heinlein             | Straniero in terra straniera (rieditato in versione originale non tagliata) |                           | [ N 13 ] |
| 1992 |                                | Lois McMaster Bujold                                                        | Barrayar                  | [ N 14 ] |
| 1992 | Orson Scott Card               | Ender III - Xenocidio                                                       |                           | [ N 14 ] |
| 1992 | Emma Bull                      | Bone Dance                                                                  |                           | [ N 14 ] |
| 1992 | Joan D. Vinge                  | The Summer Queen                                                            |                           | [ N 14 ] |
| 1992 | Anne McCaffrey                 | Nel tempo di Pern                                                           |                           | [ N 14 ] |
| 1993 |                                | Connie Willis                                                               | L'anno del contagio       | [ N 15 ] |
| 1993 | Kim Stanley Robinson           | Il rosso di Marte                                                           |                           | [ N 15 ] |
| 1993 | Dan Simmons                    | Gli uomini vuoti                                                            |                           | [ N 15 ] |
| 1993 | Vernor Vinge                   | Universo incostante                                                         |                           | [ N 15 ] |
| 1993 | John Varley                    | La spiaggia d'acciaio                                                       |                           | [ N 15 ] |
| 1994 |                                | Kim Stanley Robinson                                                        | Il verde di Marte         | [ N 16 ] |
| 1994 | Greg Bear                      | Marte in fuga                                                               |                           | [ N 16 ] |
| 1994 | Nancy Kress                    | Mendicanti di Spagna espansione di Mendicanti in Spagna (1991)              |                           | [ N 16 ] |
| 1994 | William Gibson                 | Luce virtuale                                                               |                           | [ N 16 ] |
| 1994 | David Brin                     | Glory Season                                                                |                           | [ N 16 ] |
| 1995 |                                | Lois McMaster Bujold                                                        | I due Vorkosigan          | [ N 17 ] |
| 1995 | Octavia E. Butler              | La parabola del seminatore                                                  |                           | [ N 17 ] |
| 1995 | C. J. Cherryh                  | Straniero in un mondo straniero                                             |                           | [ N 17 ] |
| 1995 | John Barnes                    | Sistema virtuale XV                                                         |                           | [ N 17 ] |
| 1995 | Bruce Sterling                 | Atmosfera mortale                                                           |                           | [ N 17 ] |
| 1996 |                                | Neal Stephenson                                                             | L'era del diamante        | [ N 18 ] |
| 1996 | David Brin                     | Il pianeta proibito                                                         |                           | [ N 18 ] |
| 1996 | C. J. Cherryh                  | Invader                                                                     |                           | [ N 18 ] |
| 1996 | Greg Bear                      | Contro evoluzione                                                           |                           | [ N 18 ] |
| 1996 | Stephen Baxter                 | L'incognita tempo                                                           |                           | [ N 18 ] |
| 1997 |                                | Kim Stanley Robinson                                                        | Il blu di Marte           | [ N 19 ] |
| 1997 | Dan Simmons                    | Endymion                                                                    |                           | [ N 19 ] |
| 1997 | Lois McMaster Bujold           | Memory                                                                      |                           | [ N 19 ] |
| 1997 | Lois McMaster Bujold           | Cetaganda                                                                   |                           | [ N 19 ] |
| 1997 | Bruce Sterling                 | Fuoco sacro                                                                 |                           | [ N 19 ] |
| 1998 |                                | Dan Simmons                                                                 | Il risveglio di Endymion  | [ N 20 ] |
| 1998 | Kim Stanley Robinson           | Antarctica                                                                  |                           | [ N 20 ] |
| 1998 | Joe Haldeman                   | Pace eterna                                                                 |                           | [ N 20 ] |
| 1998 | Walter M. Miller, Terry Bisson | San Leibowitz e il Papa del giorno dopo                                     |                           | [ N 20 ] |
| 1998 | C. J. Cherryh                  | Finity’s End                                                                |                           | [ N 20 ] |
| 1999 |                                | Connie Willis                                                               | To Say Nothing of the Dog | [ N 21 ] |
| 1999 | Robert Charles Wilson          | Darwinia                                                                    |                           | [ N 21 ] |
| 1999 | Robert Silverberg              | Gli anni alieni                                                             |                           | [ N 21 ] |
| 1999 | Bruce Sterling                 | Caos USA                                                                    |                           | [ N 21 ] |
| 1999 | John Varley                    | The Golden Globe                                                            |                           | [ N 21 ] |

## Dal 2000 al 2009
| Anno | Fotografia vincitori  | Vincitori e nominati                         | Romanzo                             | Note     |
| ---- | --------------------- | -------------------------------------------- | ----------------------------------- | -------- |
| 2000 |                       | Neal Stephenson                              | Cryptonomicon                       | [ N 22 ] |
| 2000 | Greg Bear             | Il risveglio di Erode                        |                                     | [ N 22 ] |
| 2000 | Vernor Vinge          | Quando la luce tornerà                       |                                     | [ N 22 ] |
| 2000 | Lois McMaster Bujold  | Guerra di strategie                          |                                     | [ N 22 ] |
| 2000 | Orson Scott Card      | L'ombra di Ender                             |                                     | [ N 22 ] |
| 2001 |                       | Ursula K. Le Guin                            | La salvezza di Aka                  | [ N 23 ] |
| 2001 | Gregory Benford       | Il divoratore di mondi                       |                                     | [ N 23 ] |
| 2001 | Bruce Sterling        | Lo spirito dei tempi                         |                                     | [ N 23 ] |
| 2001 | Joe Haldeman          | The Coming                                   |                                     | [ N 23 ] |
| 2001 | Gene Wolfe            | In Green’s Jungles                           |                                     | [ N 23 ] |
| 2002 |                       | Connie Willis                                | Passage                             | [ N 24 ] |
| 2002 | Orson Scott Card      | Shadow of the Hegemon                        |                                     | [ N 24 ] |
| 2002 | Robert Charles Wilson | I Cronoliti                                  |                                     | [ N 24 ] |
| 2002 | Gene Wolfe            | Return to the Whorl                          |                                     | [ N 24 ] |
| 2002 | C. J. Cherryh         | Defender                                     |                                     | [ N 24 ] |
| 2003 |                       | Kim Stanley Robinson                         | Gli anni del riso e del sale        | [ N 25 ] |
| 2003 | David Brin            | Kiln People                                  |                                     | [ N 25 ] |
| 2003 | Michael Swanwick      | Ossa della Terra                             |                                     | [ N 25 ] |
| 2003 | Alastair Reynolds     | Redemption Ark                               |                                     | [ N 25 ] |
| 2003 | Allen Steele          | Coyote                                       |                                     | [ N 25 ] |
| 2004 |                       | Dan Simmons                                  | Ilium                               | [ N 26 ] |
| 2004 | William Gibson        | L'accademia dei sogni                        |                                     | [ N 26 ] |
| 2004 | Neal Stephenson       | Argento vivo                                 |                                     | [ N 26 ] |
| 2004 | Greg Bear             | I figli di Erode                             |                                     | [ N 26 ] |
| 2004 | Elizabeth Moon        | La velocità del buio                         |                                     | [ N 26 ] |
| 2005 |                       | Neal Stephenson                              | The System of the World             | [ N 27 ] |
| 2005 | Neal Stephenson       | Confusione                                   |                                     | [ N 27 ] |
| 2005 | Charles Stross        | L'alba del disastro                          |                                     | [ N 27 ] |
| 2005 | Cory Doctorow         | Eastern Standard Tribe                       |                                     | [ N 27 ] |
| 2005 | Kim Stanley Robinson  | Forty Signs of Rain                          |                                     | [ N 27 ] |
| 2005 | Iain Banks            | The Algebraist                               |                                     | [ N 27 ] |
| 2006 |                       | Charles Stross                               | Accelerando                         | [ N 28 ] |
| 2006 | Dan Simmons           | Olympos                                      |                                     | [ N 28 ] |
| 2006 | Robert Charles Wilson | Spin                                         |                                     | [ N 28 ] |
| 2006 | Kim Stanley Robinson  | Fifty Degrees Below                          |                                     | [ N 28 ] |
| 2006 | Ken MacLeod           | Learning the World: A Novel of First Contact |                                     | [ N 28 ] |
| 2007 |                       | Vernor Vinge                                 | Alla fine dell'arcobaleno           | [ N 29 ] |
| 2007 | Charles Stross        | Glasshouse                                   |                                     | [ N 29 ] |
| 2007 | Peter Watts           | Blindsight                                   |                                     | [ N 29 ] |
| 2007 | Elizabeth Bear        | Carnival                                     |                                     | [ N 29 ] |
| 2007 | Jo Walton             | Farthing                                     |                                     | [ N 29 ] |
| 2008 |                       | Michael Chabon                               | Il sindacato dei poliziotti yiddish | [ N 30 ] |
| 2008 | William Gibson        | Guerreros                                    |                                     | [ N 30 ] |
| 2008 | Charles Stross        | Halting State                                |                                     | [ N 30 ] |
| 2008 | Ian McDonald          | Brasyl                                       |                                     | [ N 30 ] |
| 2008 | Joe Haldeman          | Cronomacchina accidentale                    |                                     | [ N 30 ] |
| 2009 |                       | Neal Stephenson                              | Anathem                             | [ N 31 ] |
| 2009 | Iain Banks            | Matter                                       |                                     | [ N 31 ] |
| 2009 | Greg Bear             | City at the End of Time                      |                                     | [ N 31 ] |
| 2009 | Charles Stross        | Saturn’s Children                            |                                     | [ N 31 ] |
| 2009 | Joe Haldeman          | Dula di Marte                                |                                     | [ N 31 ] |

## Dal 2010 al 2019
| Anno | Fotografia vincitori  | Vincitori e nominati                           | Romanzo                                 | Note     |
| ---- | --------------------- | ---------------------------------------------- | --------------------------------------- | -------- |
| 2010 |                       | Cherie Priest                                  | Boneshaker                              | [ N 32 ] |
| 2010 | Kage Baker            | L'imperatrice di Marte                         |                                         | [ N 32 ] |
| 2010 | Kim Stanley Robinson  | Galileo’s Dream                                |                                         | [ N 32 ] |
| 2010 | Robert Charles Wilson | Julian Comstock: A Story of the 22nd Century'' |                                         | [ N 32 ] |
| 2010 | Nancy Kress           | Steal Across the Sky                           |                                         | [ N 32 ] |
| 2011 |                       | Connie Willis                                  | Blackout / All Clear                    | [ N 33 ] |
| 2011 | Lois McMaster Bujold  | La criocamera di Vorkosigan                    |                                         | [ N 33 ] |
| 2011 | Ian McDonald          | The Dervish House                              |                                         | [ N 33 ] |
| 2011 | Iain Banks            | Surface Detail                                 |                                         | [ N 33 ] |
| 2011 | William Gibson        | Zero History                                   |                                         | [ N 33 ] |
| 2012 |                       | China Miéville                                 | Embassytown                             | [ N 34 ] |
| 2012 | Stephen King          | 22/11/'63                                      |                                         | [ N 34 ] |
| 2012 | Charles Stross        | Rule 34                                        |                                         | [ N 34 ] |
| 2012 | Vernor Vinge          | The Children of the Sky                        |                                         | [ N 34 ] |
| 2012 | James S. A. Corey     | Leviathan - Il risveglio                       |                                         | [ N 34 ] |
| 2013 |                       | John Scalzi                                    | Uomini in rosso                         | [ N 35 ] |
| 2013 | Kim Stanley Robinson  | 2312                                           |                                         | [ N 35 ] |
| 2013 | Iain Banks            | The Hydrogen Sonata                            |                                         | [ N 35 ] |
| 2013 | Lois McMaster Bujold  | Captain Vorpatril's Alliance                   |                                         | [ N 35 ] |
| 2013 | James S. A. Corey     | Caliban - La guerra                            |                                         | [ N 35 ] |
| 2014 |                       | James S. A. Corey                              | Abaddon's Gate - La fuga                | [ N 36 ] |
| 2014 | Kim Stanley Robinson  | Shaman                                         |                                         | [ N 36 ] |
| 2014 | Charles Stross        | Neptune’s Brood                                |                                         | [ N 36 ] |
| 2014 | Margaret Atwood       | MaddAddam                                      |                                         | [ N 36 ] |
| 2014 | Karen Lord            | The Best of All Possible Worlds                |                                         | [ N 36 ] |
| 2015 |                       | Ann Leckie                                     | Ancillary Sword - La stazione di Athoek | [ N 37 ] |
| 2015 | Liu Cixin             | Il problema dei tre corpi                      |                                         | [ N 37 ] |
| 2015 | Jeff VanderMeer       | Annientamento/Autorità/Accettazione            |                                         | [ N 37 ] |
| 2015 | William Gibson        | Inverso (The Peripheral)                       |                                         | [ N 37 ] |
| 2015 | John Scalzi           | Chiusi dentro                                  |                                         | [ N 37 ] |
| 2016 |                       | Ann Leckie                                     | Ancillary Mercy                         | [ N 38 ] |
| 2016 | Neal Stephenson       | Seveneves                                      |                                         | [ N 38 ] |
| 2016 | Paolo Bacigalupi      | The Water Knife                                |                                         | [ N 38 ] |
| 2016 | Kim Stanley Robinson  | Aurora                                         |                                         | [ N 38 ] |
| 2016 | Gene Wolfe            | A Borrowed Man                                 |                                         | [ N 38 ] |
| 2017 |                       | Liu Cixin                                      | Nella quarta dimensione                 | [ N 39 ] |
| 2017 | Colson Whitehead      | La ferrovia sotterranea                        |                                         | [ N 39 ] |
| 2017 | James S. A. Corey     | Babylon's Ashes - Il destino                   |                                         | [ N 39 ] |
| 2017 | Lavie Tidhar          | Central Station                                |                                         | [ N 39 ] |
| 2017 | Madeline Ashby        | Città di morte                                 |                                         | [ N 39 ] |
| 2018 |                       | John Scalzi                                    | Il collasso dell'Impero                 | [ N 40 ] |
| 2018 | Jeff VanderMeer       | Borne                                          |                                         | [ N 40 ] |
| 2018 | Ian McDonald          | Luna: Wolf Moon                                |                                         | [ N 40 ] |
| 2018 | Kim Stanley Robinson  | New York 2140                                  |                                         | [ N 40 ] |
| 2018 | James S. A. Corey     | Persepolis Rising - La rinascita               |                                         | [ N 40 ] |
| 2019 |                       | Mary Robinette Kowal                           | The Calculating Stars                   | [ N 41 ] |
| 2019 | Becky Chambers        | Record of a Spaceborn Few                      |                                         | [ N 41 ] |
| 2019 | Nancy Kress           | If Tomorrow Comes                              |                                         | [ N 41 ] |
| 2019 | Yoon Ha Lee           | Revenant Gun                                   |                                         | [ N 41 ] |
| 2019 | Sam J. Miller         | Blackfish City                                 |                                         | [ N 41 ] |
| 2019 | Gareth L. Powell      | Embers of War                                  |                                         | [ N 41 ] |
| 2019 | lastair Reynolds      | Elysium Fire                                   |                                         | [ N 41 ] |
| 2019 | Kim Stanley Robinson  | Luna rossa (Red Moon)                          |                                         | [ N 41 ] |
| 2019 | Lavie Tidhar          | Unholy Land                                    |                                         | [ N 41 ] |
| 2019 | Catherynne M. Valente | Space Opera                                    |                                         | [ N 41 ] |

## Dal 2020 a oggi
| Anno | Fotografia vincitori             | Vincitori e nominati                                  | Romanzo                             | Note     |
| ---- | -------------------------------- | ----------------------------------------------------- | ----------------------------------- | -------- |
| 2020 |                                  | Charlie Jane Anders                                   | The City in the Middle of the Night | [ N 42 ] |
| 2020 | Margaret Atwood                  | I testamenti                                          |                                     | [ N 42 ] |
| 2020 | Elizabeth Bear                   | Ancestral Night                                       |                                     | [ N 42 ] |
| 2020 | Chuck Wendig                     | Wanderers                                             |                                     | [ N 42 ] |
| 2020 | Kameron Hurley                   | The Light Brigade                                     |                                     | [ N 42 ] |
| 2020 | Annalee Newitz                   | The Future of Another Timeline                        |                                     | [ N 42 ] |
| 2020 | Max Gladstone                    | Empress of Forever                                    |                                     | [ N 42 ] |
| 2020 | Tade Thompson                    | The Rosewater Insurrection/The Rosewater Redemption   |                                     | [ N 42 ] |
| 2020 | Ian McDonald                     | Luna crescente                                        |                                     | [ N 42 ] |
| 2020 | Gareth L. Powell                 | Navi in guerra                                        |                                     | [ N 42 ] |
| 2020 | Greg Egan                        | Perihelion Summer                                     |                                     | [ N 42 ] |
| 2020 | Neal Stephenson                  | Fall. La caduta all'inferno                           |                                     | [ N 42 ] |
| 2020 | Yōko Ogawa                       | The Memory Police                                     |                                     | [ N 42 ] |
| 2020 | Meg Elison                       | The Book of Flora                                     |                                     | [ N 42 ] |
| 2020 | Tim Pratt                        | The Forbidden Stars                                   |                                     | [ N 42 ] |
| 2020 | Emma Newman                      | Atlas Alone                                           |                                     | [ N 42 ] |
| 2020 | Jeanette Winterson               | Frankissstein. Una storia d'amore                     |                                     | [ N 42 ] |
| 2020 | Arkady Martine                   | Un ricordo chiamato impero                            |                                     | [ N 42 ] |
| 2020 | Ben H. Winters                   | Golden State                                          |                                     | [ N 42 ] |
| 2020 | Nicky Drayden                    | Escaping Exodus                                       |                                     | [ N 42 ] |
| 2020 | Nina Allan                       | The Silver Wind                                       |                                     | [ N 42 ] |
| 2020 | L. X. Beckett                    | Gamechanger                                           |                                     | [ N 42 ] |
| 2020 | Rudy Rucker                      | Million Mile Road Trip                                |                                     | [ N 42 ] |
| 2020 | Christopher Brown                | Rule of Capture                                       |                                     | [ N 42 ] |
| 2020 | Tamsyn Muir                      | Gideon la Nona                                        |                                     | [ N 42 ] |
| 2020 | Karl Schroeder                   | Stealing Worlds                                       |                                     | [ N 42 ] |
| 2021 |                                  | Martha Wells                                          | Network Effect                      | [ N 43 ] |
| 2021 | Mary Robinette Kowal             | The Relentless Moon                                   |                                     | [ N 43 ] |
| 2021 | John Scalzi                      | The Last Emperox                                      |                                     | [ N 43 ] |
| 2021 | Kim Stanley Robinson             | The Ministry for the Future                           |                                     | [ N 43 ] |
| 2021 | William Gibson                   | Agency                                                |                                     | [ N 43 ] |
| 2021 | Kate Elliott                     | Unconquerable Sun                                     |                                     | [ N 43 ] |
| 2021 | Elizabeth Bear                   | Machine                                               |                                     | [ N 43 ] |
| 2021 | Cory Doctorow                    | Attack Surface                                        |                                     | [ N 43 ] |
| 2021 | Gene Wolfe                       | Interlibrary Loan                                     |                                     | [ N 43 ] |
| 2021 | Paul McAuley                     | War of the Maps                                       |                                     | [ N 43 ] |
| 2021 | Alastair Reynolds                | Bone Silence                                          |                                     | [ N 43 ] |
| 2021 | M. R. Carey                      | The Book of Koliⓘ                                     |                                     | [ N 43 ] |
| 2021 | Nancy Kress                      | The Eleventh Gate                                     |                                     | [ N 43 ] |
| 2021 | Suzanne Palmer                   | Driving the Deep                                      |                                     | [ N 43 ] |
| 2021 | Samit Basu                       | Chosen Spirits                                        |                                     | [ N 43 ] |
| 2021 | Walter Jon Williams              | Fleet Elements                                        |                                     | [ N 43 ] |
| 2021 | Linda Nagata                     | Pacific Storm                                         |                                     | [ N 43 ] |
| 2021 | Agustina Bazterrica              | Tender Is the Flesh (traduzione di Cadáver exquisito) |                                     | [ N 43 ] |
| 2021 | Gardner Dozois, Michael Swanwick | City Under the Stars                                  |                                     | [ N 43 ] |
| 2021 | Christopher Priest               | The Evidence                                          |                                     | [ N 43 ] |
| 2021 | Max Barry                        | Providence                                            |                                     | [ N 43 ] |
| 2021 | Alex Irvine                      | Anthropocene Rag                                      |                                     | [ N 43 ] |
| 2021 | Jonathan Lethem                  | The Arrest                                            |                                     | [ N 43 ] |
| 2021 | Anne Charnock                    | Bridge 108                                            |                                     | [ N 43 ] |
| 2021 | Christopher Brown                | Failed State                                          |                                     | [ N 43 ] |
| 2021 | James Bradley                    | Ghost Species                                         |                                     | [ N 43 ] |
| 2022 |                                  | Arkady Martine                                        | A Desolation Called Peace           | [ N 44 ] |
| 2022 | Becky Chambers                   | The Galaxy, and the Ground Within                     |                                     | [ N 44 ] |
| 2022 | Daniel Abraham, Ty Franck        | Leviathan Falls                                       |                                     | [ N 44 ] |
| 2022 | Sarah Gailey                     | The Echo Wife                                         |                                     | [ N 44 ] |
| 2022 | Nnedi Okorafor                   | Noor                                                  |                                     | [ N 44 ] |
| 2022 | Kazuo Ishiguro                   | Klara and the Sun                                     |                                     | [ N 44 ] |
| 2022 | Sarah Pinsker                    | We Are Satellites                                     |                                     | [ N 44 ] |
| 2022 | Jeff VanderMeer                  | Hummingbird Salamander                                |                                     | [ N 44 ] |
| 2022 | Adrian Tchaikovsky               | Shards of Earth                                       |                                     | [ N 44 ] |
| 2022 | Cat Rambo                        | You Sexy Thing                                        |                                     | [ N 44 ] |
| 2022 | Ada Palmer                       | Perhaps the Stars                                     |                                     | [ N 44 ] |
| 2022 | Tade Thompson                    | Far from the Light of Heaven                          |                                     | [ N 44 ] |
| 2022 | Neal Stephenson                  | Termination Shock                                     |                                     | [ N 44 ] |
| 2022 | Charles Stross                   | Invisible Sun                                         |                                     | [ N 44 ] |
| 2022 | Nicole Kornher-Stace             | Firebreak                                             |                                     | [ N 44 ] |
| 2022 | Anthony Doerr                    | Cloud Cuckoo Land                                     |                                     | [ N 44 ] |
| 2022 | Alastair Reynolds                | Inhibitor Phase                                       |                                     | [ N 44 ] |
| 2022 | Monica Byrne                     | The Actual Star                                       |                                     | [ N 44 ] |
| 2022 | Gautam Bhatia                    | The Horizon                                           |                                     | [ N 44 ] |
| 2022 | Derek Künsken                    | The House of Styx                                     |                                     | [ N 44 ] |
| 2022 | Nick Mamatas                     | The Second Shooter                                    |                                     | [ N 44 ] |
| 2022 | Matt Bell                        | Appleseed                                             |                                     | [ N 44 ] |
| 2022 | Andy Weir                        | Project Hail Mary                                     |                                     | [ N 44 ] |
| 2022 | Greg Egan                        | The Book of All Skies                                 |                                     | [ N 44 ] |
| 2022 | Richard Powers                   | Bewilderment                                          |                                     | [ N 44 ] |
| 2022 | Tim Pratt                        | Doors of Sleep                                        |                                     | [ N 44 ] |
| 2022 | Ken MacLeod                      | Beyond the Hallowed Sky                               |                                     | [ N 44 ] |
| 2022 | K. B. Wagers                     | Out Past the Stars                                    |                                     | [ N 44 ] |
| 2022 | Max Barry                        | The 22 Murders of Madison May                         |                                     | [ N 44 ] |
| 2022 | Xiran Jay Zhao                   | Iron Widow                                            |                                     | [ N 44 ] |
| 2022 | Adam Roberts                     | Purgatory Mount                                       |                                     |          |
| 2023 |                                  | John Scalzi                                           | The Kaiju Preservation Society      | [ N 45 ] |
| 2023 | Alastair Reynolds                | Eversion                                              |                                     | [ N 45 ] |
| 2023 | Adrian Tchaikovsky               | Eyes of the Void                                      |                                     | [ N 45 ] |
| 2023 | Tochi Onyebuchi                  | Goliath                                               |                                     | [ N 45 ] |
| 2023 | Lavie Tidhar                     | Neom                                                  |                                     | [ N 45 ] |
| 2023 | Emily St. John Mandel            | Sea of Tranquility                                    |                                     | [ N 45 ] |
| 2023 | Maurice Broaddus                 | Sweep of Stars                                        |                                     | [ N 45 ] |
| 2023 | Silvia Moreno-Garcia             | The Daughter of Doctor Moreau                         |                                     | [ N 45 ] |
| 2023 | Aliette de Bodard                | The Red Scholar's Wake                                |                                     | [ N 45 ] |
| 2023 | Mary Robinette Kowal             | The Spare Man                                         |                                     | [ N 45 ] |

### Annotazioni
1. ↑  Premio Locus romanzo di fantascienza 1978[5][6][7]
2. ↑  Premio Locus romanzo di fantascienza 1980[8][9][10]
3. ↑  Premio Locus romanzo di fantascienza 1981[11][12][13]
4. ↑  Premio Locus romanzo di fantascienza 1982[14][15][16]
5. ↑  Premio Locus romanzo di fantascienza 1983[17][18][19]
6. ↑  Premio Locus romanzo di fantascienza 1984[20][21][22]
7. ↑  Premio Locus romanzo di fantascienza 1985[23][24][25]
8. ↑  Premio Locus romanzo di fantascienza 1986[26][27][28]
9. ↑  Premio Locus romanzo di fantascienza 1987[29][30][31]
10. ↑  Premio Locus romanzo di fantascienza 1988[32][33][34]
11. ↑  Premio Locus romanzo di fantascienza 1989[35][36][37]
12. ↑  Premio Locus romanzo di fantascienza 1990[38][39][40]
13. ↑  Premio Locus romanzo di fantascienza 1991[41][42][43]
14. ↑  Premio Locus romanzo di fantascienza 1992[45][46][47]
15. ↑  Premio Locus romanzo di fantascienza 1993[48][49][50]
16. ↑  Premio Locus romanzo di fantascienza 1994[51][52][53]
17. ↑  Premio Locus romanzo di fantascienza 1995[54][55][56]
18. ↑  Premio Locus romanzo di fantascienza 1996[57][58][59]
19. ↑  Premio Locus romanzo di fantascienza 1997[60][61][62]
20. ↑  Premio Locus romanzo di fantascienza 1998[63][64][65]
21. ↑  Premio Locus romanzo di fantascienza 1999[66][67][68]
22. ↑  Premio Locus romanzo di fantascienza 2000[69][70][71]
23. ↑  Premio Locus romanzo di fantascienza 2001[72][73][74]
24. ↑  Premio Locus romanzo di fantascienza 2002[75][76][77]
25. ↑  Premio Locus romanzo di fantascienza 2003[78][79][80]
26. ↑  Premio Locus romanzo di fantascienza 2004[81][82][83]
27. ↑  Premio Locus romanzo di fantascienza 2005[84][85][86]
28. ↑  Premio Locus romanzo di fantascienza 2006[87][88][89]
29. ↑  Premio Locus romanzo di fantascienza 2007[90][91][92]
30. ↑  Premio Locus romanzo di fantascienza 2008[93][94][95]
31. ↑  Premio Locus romanzo di fantascienza 2009[96][97][98]
32. ↑  Premio Locus romanzo di fantascienza 2010[99][100][101]
33. ↑  Premio Locus romanzo di fantascienza 2011[102][103][104]
34. ↑  Premio Locus romanzo di fantascienza 2012[105][106][107][108]
35. ↑  Premio Locus romanzo di fantascienza 2013[109][110][111][112]
36. ↑  Premio Locus romanzo di fantascienza 2014[113][114][115][116]
37. ↑  Premio Locus romanzo di fantascienza 2015[117][118][119][120]
38. ↑  Premio Locus romanzo di fantascienza 2016[121][122][123][124]
39. ↑  Premio Locus romanzo di fantascienza 2017[125][126][127][128]
40. ↑  Premio Locus romanzo di fantascienza 2018[129][130][131][132]
41. ↑  Premio Locus romanzo di fantascienza 2019[133][134][135]
42. ↑  Premio Locus romanzo di fantascienza 2020[136][137][138]
43. ↑  Premio Locus romanzo di fantascienza 2021[139][140][141]
44. ↑  Premio Locus romanzo di fantascienza 2022[142][143][144]
45. ↑  Premio Locus romanzo di fantascienza 2023[145][146][147]